# Tintin i Amerika
Tintin i Amerika (fransk originaltitel Tintin en Amérique) er det tredje album i tegneserien om Tintins oplevelser. Historien er skrevet og tegnet af den belgiske tegneserieskaber Hergé til den belgiske avis' Le Vingtième Siècles børneudgave Le Petit Vingtième, hvor den blev udgivet som føljeton fra 3. september 1931 til 20. oktober 1932. Herefter blev historien udgivet som sort-hvid-album samme år og farvealbum i 1945.

## Nogle franske udgaver
- 1931-1932: Fortsat serie i Le Petit Vingtième nr. 36, 3. september 1931[1] – nr. 42, 20. oktober 1932;[2] 120 sider i sort-hvid.
- 1932: Album fra Les éditions du petit vingtième;[3] 120 tegneseriesider i sort-hvid.
- 1933-1934: Fortsat serie i Cœurs Vaillants nr. 14, 2. april 1933[4] – nr. 21, 20. maj 1934.[5]
- 1945: Ombrudt album, 62 tegneseriesider i farver.
- 1973: Revideret album, negre ændret til kaukasiske personer.
- 2020: Album fra Éditions Moulinsart; 120 tegneseriesider i farver.

## Danske udgaver
Føljetoner
- 1949-1950: Tintin i Amerika. Fortsat serie i Kong Kylie nr. 45, 4. november 1949 - nr 44, 27. oktober 1950.
- 1965-1966: Tintin i Amerika. Fortsat serie i Politiken nr. 218, søndag 9. maj 1965 – nr. 265, søndag 26. juni 1966.
- 1976-1978: Tintin i Amerika. Fortsat serie i Politiken nr. 31, søndag 31. oktober 1976 – nr. 134, søndag 12. februar 1978.

Album
- 1972: Tintins oplevelser nr. 19 (gammel standardudgave). Tintin i Amerika. 62 tegneseriesider i farver, totalt 68 sider. Carlsen, ISBN 87-562-0312-8. 1. oplag indeholder 1945-versionen. I hvert fald fra 8. oplag er det 1973-versionen, der udgives.
- 2005: Tintins oplevelser (retroudgave). Tintin i Amerika. 62 tegneseriesider i farver, totalt 72 sider. 2. udgave. Carlen Comics, ISBN 978-87-626-7780-7. Fra 3. oplag, 2011, udgivet af Cobolt, ISBN 978-87-7085-271-5.
- 2007: Tintins oplevelser nr. 2. Tintin i Amerika. 62 tegneseriesider i farver, totalt 72 sider. 3. udgave. Carlsen minicomics, ISBN 978-87-626-0783-5.
- 2012: Reporteren Tintins oplevelser (fundamentalistisk retroudgave). Tintin i Amerika. 120 tegneseriesider i sort-hvid, 3 sider i farver, totalt 132 sider. 4. udgave. Cobolt, ISBN 978-87-7085-418-4.
- 2015: Tintins oplevelser (ny standardudgave). Tintin i Amerika. 62 tegneseriesider i farver, totalt 68 sider. 5. udgave. Cobolt, ISBN 978-87-7085-590-7.
- 2021: Tintin i Amerika. 1932-versionen i farver. 120 tegneseriesider i farver, totalt 136 sider. Oversat af Jørgen A. Andersen. Éditions Moulinsart, ISBN 978-2-87424-510-7.